# Lubiński
Lubiński – osiedle typu miejskiego w Rosji, w obwodzie omskim. W 2009 liczyło 10 977 mieszkańców.